# Кропивницьке (Новоукраїнський район)
Кропивни́цьке (в минулому — Бежбайрáки (Беш-Буєраки), або Бешбийраки) — село в Україні, у Ганнівській сільській громаді Новоукраїнського району Кіровоградської області. Населення становить 937 осіб.  Орган місцевого самоврядування — Ганнівська сільська рада. Село в минулому було центром Кропивницької сільської ради.

## Походження назви
Сучасну назву село отримало 28 червня 1965 р. на честь свого уродженця Марка Кропивницького — видатного українського драматурга, актора, режисера, засновника театру корифеїв.

## Історія
Станом на 1886 рік у селі, центрі Бежбайрацької волості Єлисаветградського повіту Херсонської губернії, мешкало 796 осіб, налічувалось 175 дворових господарств, існували православна церква та земська станція. 

## Населення
Згідно з переписом УРСР 1989 року чисельність наявного населення села становила 939 осіб, з яких 422 чоловіки та 517 жінок.
За переписом населення України 2001 року в селі мешкало 936 осіб.

### Мова
Розподіл населення за рідною мовою за даними перепису 2001 року:
| Мова       | Відсоток |
| ---------- | -------- |
| українська | 95,73 %  |
| російська  | 1,92 %   |
| молдовська | 1,60 %   |
| білоруська | 0,21 %   |
| вірменська | 0,11 %   |
| польська   | 0,11 %   |
| інші       | 0,32 %   |

## Відомі люди
Народилися
- Марко Лукич Кропивницький (1840—1910) — український письменник, драматург, театральний актор.
- Карєв Григорій Андрійович (1914—1992) — радянський і український письменник, поет.
- Колісниченко Василь Єфремович (1915—1942) — військовий льотчик, Герой Радянського Союзу.